# 布勒雷
布勒雷（法語：Boulleret，法語發音：[bulʁɛ]）是法国谢尔省的一个市镇，位于该省东北部，属于布尔日区。

## 地理
布勒雷（47°25'27"N, 2°52'21"E）面积32.71 平方千米，位于法国中央-卢瓦尔河谷大区谢尔省，该省份为法国中部省份，北起卢瓦雷省，西接卢瓦-谢尔省和安德尔省，南至克勒兹省，东南接阿列省，东临涅夫勒省。
与布勒雷接壤的市镇（或旧市镇、城区）包括：巴奈、莱雷、桑塞尔地区圣热姆、桑塞尔地区萨维尼、卢瓦尔河畔拉塞勒、卢瓦尔河畔科讷库尔、米耶讷。

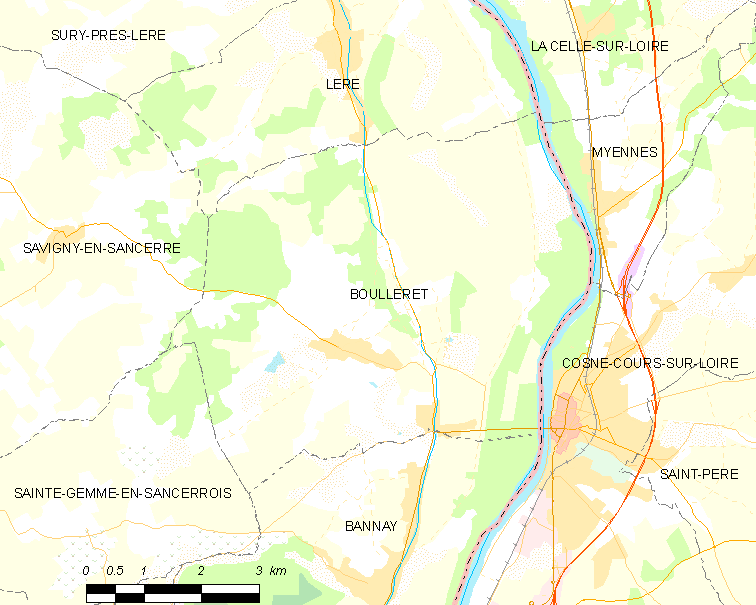
布勒雷的OSM定位图

布勒雷的时区为UTC+01:00、UTC+02:00（夏令时）。

## 行政
布勒雷的邮政编码为18240，INSEE市镇编码为18032。

## 政治
布勒雷所属的省级选区为桑塞尔县。

## 人口

1962-2008年间布勒雷人口变化图示

布勒雷于2022年1月1日时的人口数量为1389人。